# Бат (Англия)
Бат (англ. Bath [ˈbɑːθ], лат. Aquae Sulis, Aquae Calidae, Bathonia) — город в Англии, местопребывание епископа и главный город графства Сомерсет, на реке Эйвон. С античности знаменит целебными источниками как бальнеологический курорт (название города так и означает «баня»). Памятники Бата эпохи классицизма внесены в список Всемирного наследия. Родина батских булочек. Население — 94 782 человека.

## Горячие источники
Горячие источники, которым город обязан своим существованием, известны с 44 года, ещё до появления в этих местах римских легионов. Имеется 4 источника со средней температурой воды 46 °C, которые помогают в лечении подагры, ревматизма, паралича; воду пьют и используют для ванн и душа. Сезон продолжается с ноября до апреля. Средняя годовая температура 10 °C, выше, чем в большинстве английских городов. Лето умеренное, зима дождливая, но мягкая.

## История
Римляне называли здешние воды Aquae Salis (также Aquae Calidae); саксы — Hat Bathun («горячее купанье») или Acemaner Ceaster («город больных»). В основанном последними аббатстве в 973 г. венчан на царство Эдгар, первый король объединённой Англии. Норманны перестроили и расширили аббатство, которое до 1206 г. оставалось резиденцией епископа Уэллского. Вековое соперничество Бата и Уэлса не расстроило, впрочем, местной экономики, которая основывалась на торговле шерстью и тканями.
В 1775 г., когда в Бате были открыты следы римских терм (впоследствии музеефицированные), он уже был фешенебельным курортом. Тогда в город зачастили лондонские денди во главе с «королём щёголей» Ричардом Нэшем. Под наблюдением предпринимателя Ральфа Аллена и двух архитекторов Джонов Вудов (отца  и сына) Бат был обращён в витрину входившего тогда в моду палладианства, а крупнейший мастер этого направления — Роберт Адам — спроектировал элегантный мост Палтни через Эйвон.
Каждое лето на протяжении второй половины XVIII и большей части XIX века Бат служил неофициальной столицей британской общественной жизни, поскольку именно сюда перемещались аристократия и знаменитости. Повседневная жизнь обитателей Бата живо описана в романах Смоллетта и пьесах Шеридана. В Бате происходит действие двух романов Джейн Остин — «Нортенгерское аббатство» и «Доводы рассудка».
Бат фигурирует также в романе Чарльза Диккенса «Посмертные записки Пиквикского клуба»: после поражения в судебном процессе против миссис Бардль мистер Пиквик уговаривает своих друзей посетить Бат, где он активно приобщается к лечению водами, тогда как его слуга Сэмюэль Уэллер находит воды гадкими на вкус. Интересна глава книги, в которой Диккенс описывает общество избранных служителей Бата (картель слуг) как в высшей степени чванливое и изнеженное сообщество.

## Города-побратимы
Бат является городом-побратимом следующих городов:
- Экс-ан-Прованс, Франция
- Алкмар, Нидерланды
- Брауншвейг, Германия
- Капошвар, Венгрия
- Беппу, Япония
- Мэнли, Австралия
- Александрия (Украина)[2]

## Достопримечательности
Из достопримечательностей города выделяются Кингстон-сквер и Квинс-сквер («площадь королевы»); излюбленными местами для прогулок служат Виктория-парк и Сидней-гарден. Церковь Батского аббатства, построенная в 1495—1582 годах в готическом стиле, с высокой (52 м) башней, принадлежит к самым масштабным постройкам средневековой Англии.
Представляют интерес впечатляющие памятники георгианской архитектуры: ратуша (Guildhall), построенная в 1780 году, с просторными залами и музеем римских древностей при ней; обширное здание рынка; здание клуба; 2 театра; 2 грандиозных архитектурных ансамбля с площадями — «Королевский полумесяц» (ряд из 30 домов, образующих сегмент в форме полумесяца), спроектированный архитектором Джоном Вудом — младшим, и «Циркус» (известный также как «историческое кольцо» зданий), построенный по проекту Джона Вуда — старшего его сыном; 7 городских больниц.
Более миллиона туристов ежегодно посещают комплекс римских терм.

## Галерея

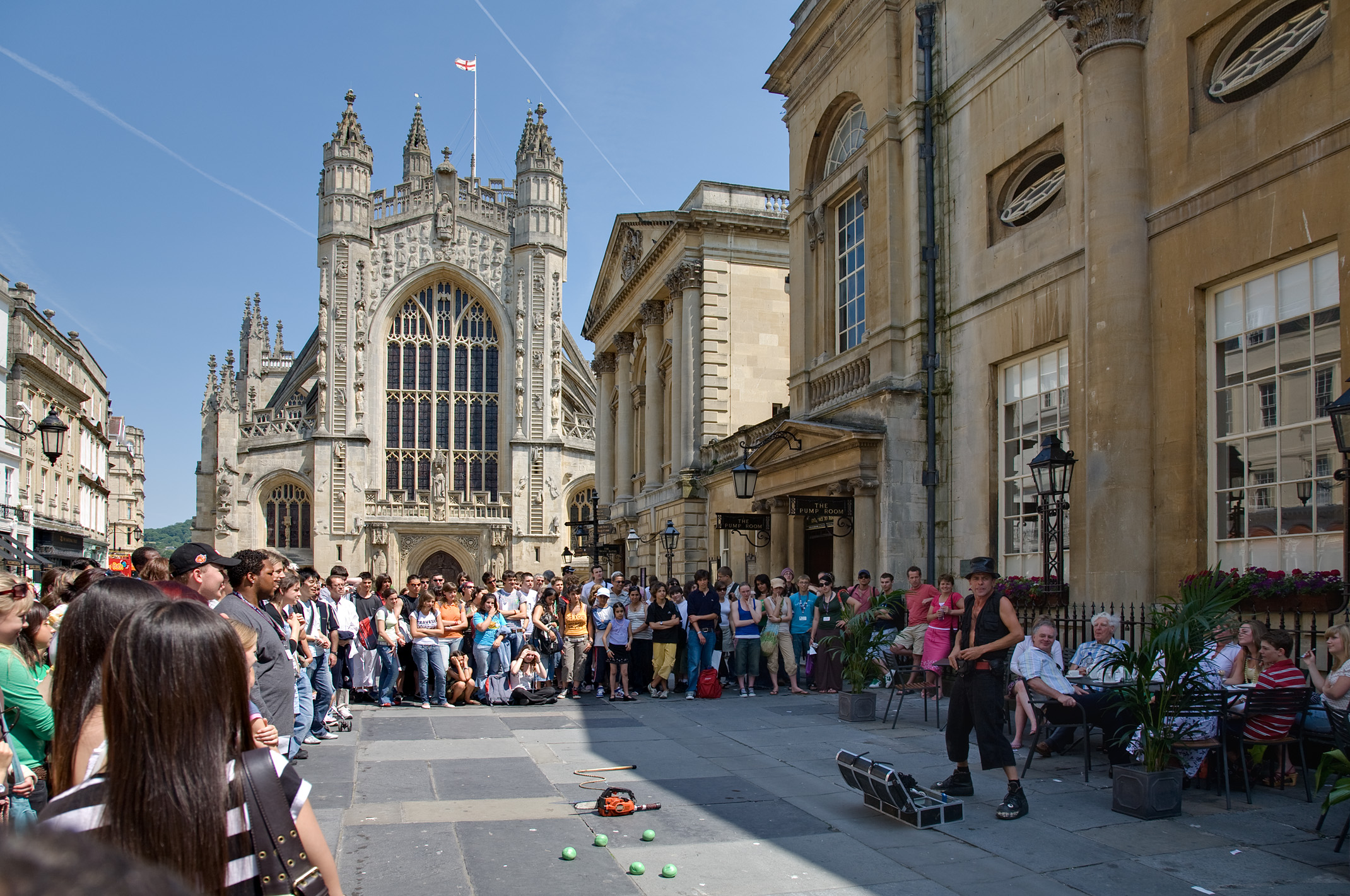
Средневековое Батское аббатство
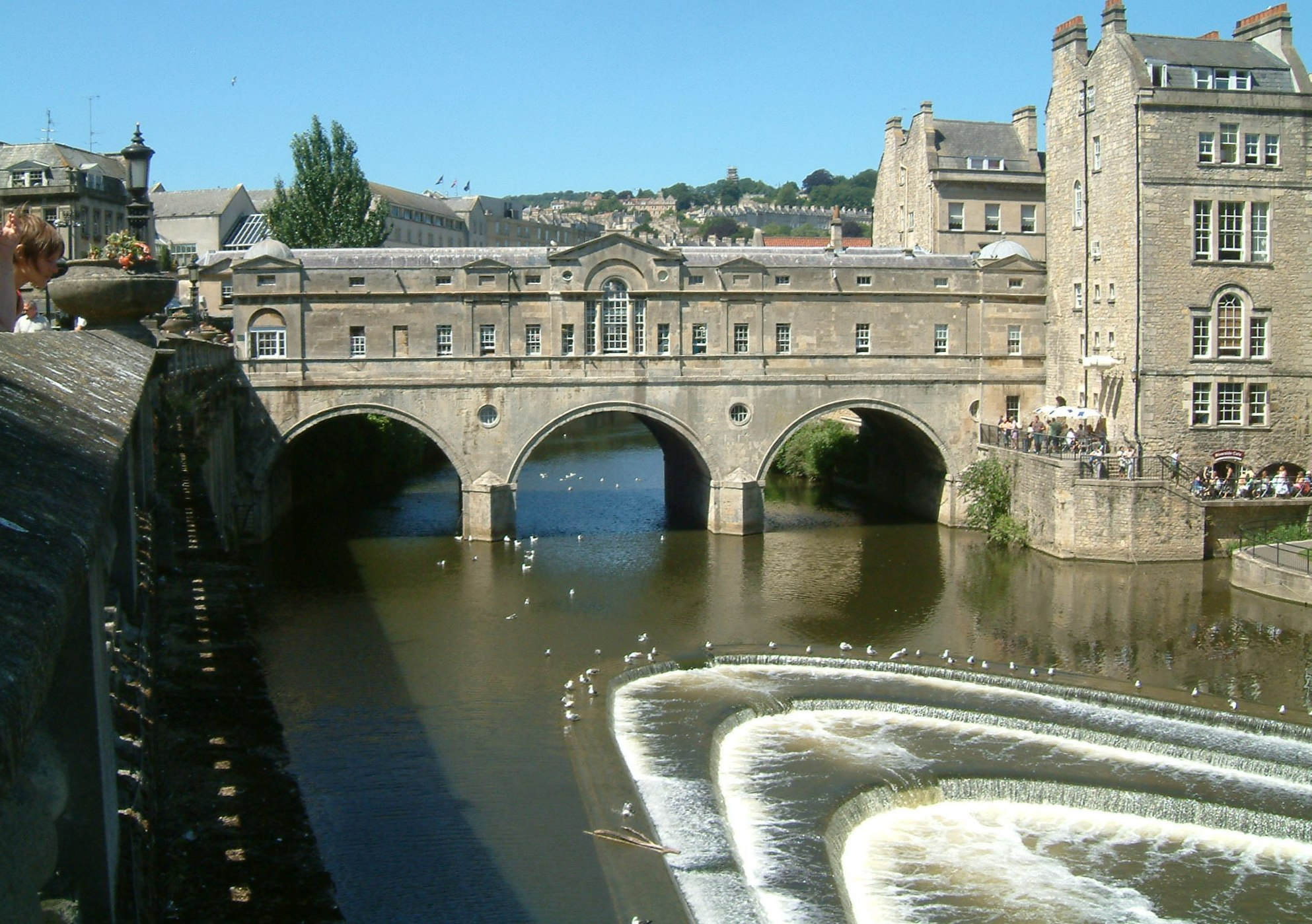
Палтни-Бридж (1773, архитектор Роберт Адам)
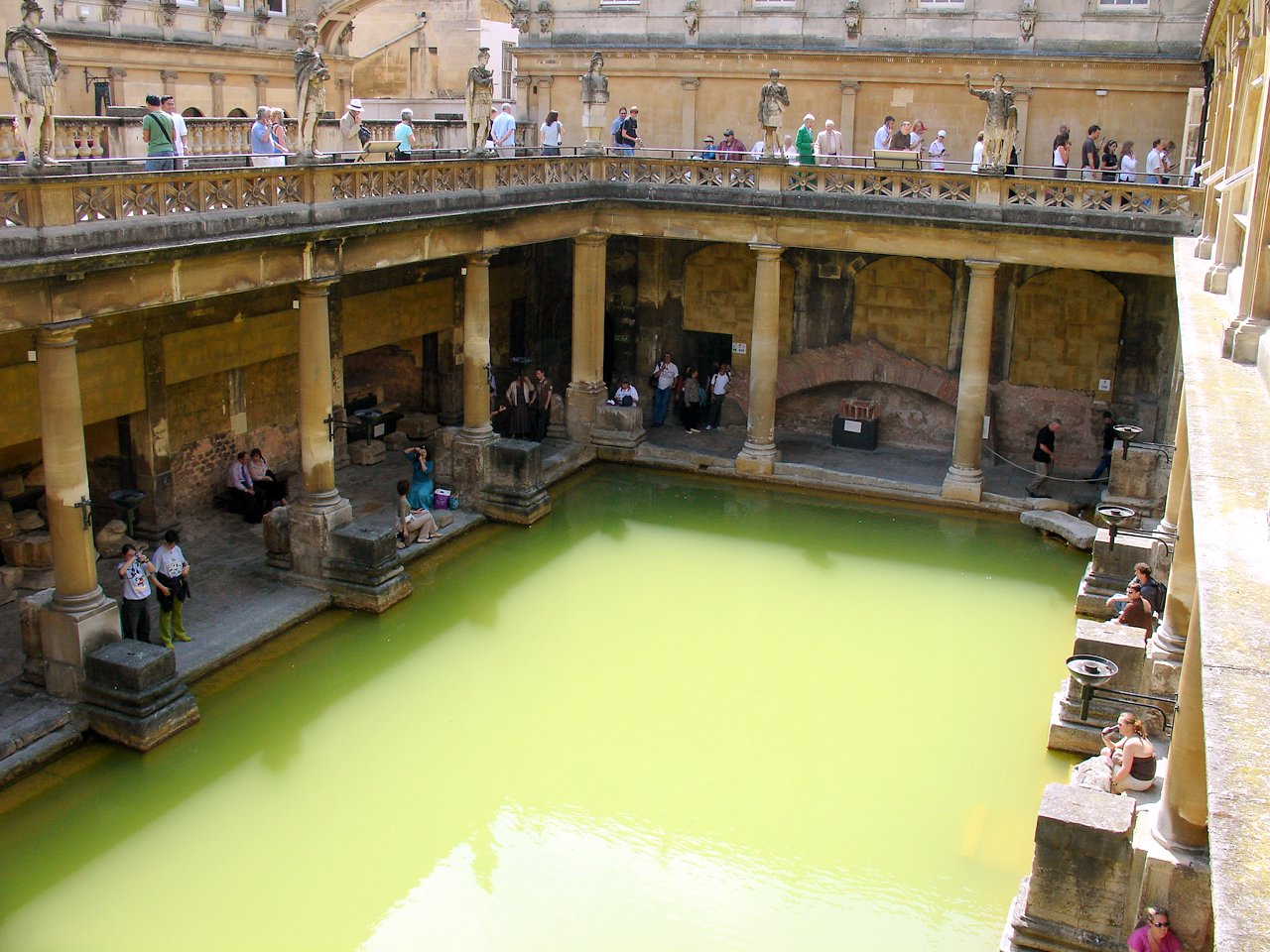
Раскопанные археологами римские термы